# Томпсон, Томми
Томми Джордж Томпсон (англ. Tommy Thompson; род. 8 сентября 1941, Элрой, Висконсин) — американский политический и государственный деятель. Член Республиканской партии.

## Биография
Окончил юридический факультет Университета Висконсин-Мэдисон. Занимал пост губернатора штата Висконсин с 1987 по 2001 год и министра здравоохранения и социальных служб США с 2001 по 2005 год. Томпсон был кандидатом от Республиканской партии на президентских выборах в 2008 году, но снял свою кандидатуру 12 августа 2007 года.
В 2012 году Томпсон баллотировался в Сенат, но был побежден кандидатом от демократов Тэмми Болдуин.